# Folketingsvalget 1849
Det første valg til Folketinget blev afholdt 4. december 1849. Der blev valgt 100 medlemmer til det nye folketing. Før og efter valget var Adam Wilhelm Moltke premierminister (statsminister).
Danmark var inddelt i 100 enkeltmandsvalgkredse. I 43 valgkredse blev en kandidat valgt ved kåring, og i 57 valgkredse blev der afholdt afstemning. I de 57 valgkredse med afstemning stemte 37.903 ud af 116.553 stemmeberettigede vælgere hvilket giver en stemmeprocent på 32,5 %. De valgte kandidater i de 57 valgkredse fik i gennemsnit 65,4 % af de afgivne stemmer.
I 1850 blev det bestemt at også Færøerne skulle udgøre en valgkreds med valg til Folketinget. Det første folketingsvalg på Færøerne blev afholdt den 1. juli 1851, hvorefter Folketinget havde 101 medlemmer.

## Stemmeberettigede
Valgretsalderen var 30 år hvilket var højere end myndighedsalderen som på daværende tidspunkt var 25 år. Endvidere havde kun mænd stemmeret, og mændene skulle opfylde seks yderligere krav:
1. Man skulle være uberygtet.
2. Man skulle have dansk indfødsret.
3. Man måtte ikke være i andres tjeneste uden at have egen husstand.
4. Man måtte ikke have fået fattighjælp som ikke var tilbagebetalt eller eftergivet.
5. Man skulle have rådighed over sit bo.
6. Man skulle have haft bopæl i en valgkreds i et år.

Kravene blev populært opsummeret med bogstavrimet at "fruentimmere, folkehold, fattige, fremmede, fallenter, fjolser og forbrydere" ikke måtte stemme. I alt havde kun 14,5 % af Danmarks befolkning stemmeret. Andelen var lavest i København hvor 10,9 % af indbyggerne havde stemmeret.
Der var 280.035 mænd over 30 år, hvoraf de 204.240 havde stemmeret. Det vil sige at 27,1 % af mændene som opfyldte alderskravet, var udelukkede af andre årsager. Den største andel af udelukkede mænd over 30 år var i København hvor andelen var 44,4 %. Antallet af tjenestefolk (tyende) var med 9,5 % lavere i København end de andre landsdele, men dels havde en større andel af befolkningen på et tidspunkt havde fået fattighjælp i København, og dels var der mange håndværkersvende uden egen husstand i København.

## Resultat
| Parti                  | Stemmer i alt | Procent | Mandater | +/- |
| ---------------------- | ------------- | ------- | -------- | --- |
| Højre                  |               |         | 8        | +8  |
| De Nationalliberale    |               |         | 42       | +42 |
| Bondevennernes Selskab |               |         | 45       | +45 |
| Uden for gruppe        |               |         | 6        | +6  |
| Total                  |               |         | 101      |     |

## Valget på Færøerne 1. juli 1851
Der var 4 kandidater til folketingsvalget på Færøerne den 1. juli 1851. Niels Christopher Winther blev valgt som Færøernes første folketingsmedlem. Stemmetallene var:
- Exam.jur. N. Winther: 429 stemmer
- Kammerherre, landfoged J.A. Lunddahl: 403 stemmer
- Faktor J.D. Nolsøe: 85 stemmer
- Sysselmand H.C. Müller: 52 stemmer